# Száműzetésben – szabadon – a tibeti Dalai Láma önéletírása
A Száműzetésben – szabadon – a tibeti Dalai Láma önéletírása a 14. dalai láma, Tendzin Gyaco önéletrajzi írása, amelyet 1991-ben adtak ki angol nyelven Freedom in Exile: The Autobiography of the Dalai Lama címmel. A dalai láma 1962-ben kiadott, első önéletrajzi könyvének a címe My Land and My People, amelyet pár évvel azután írt, hogy száműzetésben létrehozták a Központi Tibeti Adminisztrációt Indiában és nemzetközi hírnévre tett szert.

## Háttere
A bevezetőben a dalai láma kifejti, hogy azért írta a könyvet, hogy kijavítsa a kínaiak által helytelenül leírt tibeti történelmet. A „Száműzetésben – szabadon” cím arra utal, hogy Indiában igazi szabadságban élhetnek.
Egy második önéletrajzi témájú könyv ötlete a brit újságírótól, Alexander Normantól ered, aki az 1980-as években több órás videó felvételeket készített a dalai láma életéről, majd a tibeti tanító az ezekhez készült kéziratok alapján írta meg a könyvet.

## Története
|  | Alább a cselekmény részletei következnek! |

A történet egy vidéki farmer családban kezdődik, ahová a dalai láma született Lhamo Thondup néven. Ezt követi az, amikor kétéves korában felismerték benne a soron következő dalai láma személyét, majd hamarosan elkerült Lhászába, Tibet fővárosába, ahol szigorú szabályok között nevelkedett és komoly képzésben telt az ideje. Ezt követően tárgyalja a Kínai Népköztársasággal folytatott, komoly nehézségekkel teli kapcsolatát, majd a fizikai veszélytől való szökését követő életét Indiában.
A könyv kritikusan fogalmaz az Egyesült államokkal szemben, amiért a Központi Hírszerző Ügynökség (CIA) képtelen volt megfelelő módon támogatni a tibeti függetlenségi mozgalmat, ugyanis azok elsősorban nem a tibeti nép sorsával törődtek, hanem sokkal inkább a kommunista kormányokkal szemben folytatott világméretű küzdelmük részeként tekintettek az ügyre.
|  | Itt a vége a cselekmény részletezésének! |

## Fogadtatása
A könyvet az 1989-es kommunistaellenes tüntetések időszakában adták ki, nem sokkal azután, hogy a dalai lámának ítélte oda a norvég Nobel-bizottság a Nobel-békedíjat.

## Magyarul
- Száműzetésben – szabadon. A tibeti dalai láma önéletírása; ford. Horváth Z. Zoltán, szerk. Sári László; Írás, Bp., 1992